# Hyperolius riggenbachi
Hyperolius riggenbachi är en groddjursart som först beskrevs av Fritz Nieden 1910.  Hyperolius riggenbachi ingår i släktet Hyperolius och familjen gräsgrodor. IUCN kategoriserar arten globalt som sårbar. Inga underarter finns listade i Catalogue of Life.